# Ron Di Lauro
Pour les articles homonymes, voir Di Lauro.
Vous pouvez aider à l'améliorer ou bien discuter des problèmes sur sa page de discussion.
- Il ne s’appuie pas, ou pas assez, sur des sources secondaires ou tertiaires. (Marqué depuis novembre 2022)
- Son texte doit être wikifié : il ne correspond pas à la mise en forme Wikipédia (style, typographie, liens internes, liens entre les wikis, etc.). (Marqué depuis novembre 2022)

- Archive Wikiwix
- Bing
- Cairn
- DuckDuckGo
- E. Universalis
- Gallica
- Google
- G. Books
- G. News
- G. Scholar
- Persée
- Qwant
- (zh) Baidu
- (ru) Yandex
- (wd) trouver des œuvres sur Wikidata

Ronald (Ron) Di Lauro est un trompettiste, chef d'orchestre et pédagogue établi à Montréal (Québec).

## Biographie
Ron Di Lauro est titulaire d'un baccalauréat en musique (avec mention de distinction) de l'Université McGill.
À la suite de sa graduation, il enseigne entre autres à la Faculté de musique de l’Université McGill, à la Faculté de musique de l’Université de Montréal et au Domaine Forget. Il est aussi membre de plusieurs jurys tels que ceux du Conseil des arts et des lettres du Québec, de la SODEC ainsi que de l’ADISQ.
Pendant sa carrière, il a accompagné des artistes tels que Dizzy Gillespie, Phil Woods, Zoot Sims, John Scofield, Aretha Franklin, Tony Bennett, Michel Legrand, Oliver Jones et Vic Vogel.
On peut entendre sa trompette sur l'allbum Les insomniaques s'amusent de Daniel Bélanger.
En 2010, il participe en tant que soliste dans le concert Porgy and Bess - As Performed by Miles Davis, donné au Théâtre Jean-Duceppe de Place des arts. Le journal La Presse dira le lendemain que « Ron di Lauro a offert mercredi soir une des belles prestations de sa carrière de soliste. »
Dans ses fonctions de professeur, il dirige le big band de l'Université de Montréal,. Il a d'ailleurs invité Randy Brecker à jouer avec le Big Band de l'Université de Montréal.
Il collabore régulièrement avec l'Orchestre national de jazz de Montréal à titre de chef d'orchestre.
En août 2022, dans le cadre du spectacle C'est si bon... de danser animé par Claude Saucier, il dirige un orchestre de 18 musiciens qui accompagne Kim Richardson et Marc Hervieux.